# Tipula (Eumicrotipula) mediodentata
Tipula (Eumicrotipula) mediodentata is een tweevleugelige uit de familie langpootmuggen (Tipulidae). De soort komt voor in het Neotropisch gebied.